# Convention collective nationale de travail des journalistes
La convention collective nationale de travail des journalistes (CCNTJ) est une convention collective française qui s'applique à la totalité des 35 000 journalistes titulaire de la carte de presse (en 2019) et bénéficiant ainsi du statut de journaliste professionnel. 
Cette convention collective complète le statut de journaliste professionnel, institué par la loi Brachard de 1935 créant la Commission de la carte d'identité des journalistes professionnels (CCIJP).

## Histoire
La négociation avec les employeurs a commencé en 1925. Sur le point d’aboutir à la signature d'un contrat collectif en 1933, elle échoue, les négociateurs patronaux étant désavoués par leurs fédérations. Le député Henri Guernut, ancien journaliste, dépose alors une proposition de loi « relative au statut des journalistes professionnels », qui devient la loi Brachard de 1935.
Votée à l'unanimité par le parlement, la loi est précédée en 1934 par la création de l'allocation pour frais d'emploi des journalistes, et le Rapport Brachard réclamant la professionnalisation de l'activité de journaliste, puis suivie par la signature en 1937 de la Convention collective nationale de travail des journalistes. Plusieurs accords sont ensuite trouvés entre syndicats et employeurs pour différentes versions successives de la convention collective, le 5 juillet 1968, le 1er novembre 1976 et le 27 octobre 1987.

## Extension à toutes les entreprises
Le décret d’extension ministériel du 2 février 1988 rend applicable cette convention collective dans toute entreprise de média, même non-adhérente à une organisation patronale.

## Salariés concernés
L'article 1.3 déclare que sont assimilés aux journalistes professionnels les collaborateurs directs de la rédaction ayant droit à la carte de presse : rédacteurs-traducteurs, sténographes-rédacteurs, rédacteurs-réviseurs, reporters-dessinateurs et reporters-photographes.

## Déontologie
L'article 5 prévoit qu'un « journaliste professionnel ne peut accepter pour la rédaction de ses articles d’autres salaires ou avantages que ceux que lui assure l’entreprise de presse à laquelle il collabore » et qu'en « aucun cas, un journaliste professionnel ne doit présenter sous la forme rédactionnelle l’éloge d’un produit, d’une entreprise, à la vente ou à la réussite desquels il est matériellement intéressé ».
Cet article stipule aussi qu'un « employeur ne peut exiger d’un journaliste professionnel un travail de publicité rédactionnelle telle qu’elle résulte de l'article 10 de la loi du 1er août 1986 » et que « le refus par un journaliste d’exécuter un travail de publicité ne peut être en aucun cas retenu comme faute professionnelle, un tel travail doit faire l’objet d’un accord particulier ».

## Rémunérations minimum
La convention collective a prévu que soit négociés, chaque année et dans chaque forme de presse, des barèmes de rémunération minimum, en fonction d'une grille de qualification et de responsabilité.

## Suppression d’emploi
Dans ce cas, « le journaliste professionnel congédié et sans emploi sera réengagé en priorité dans le premier poste vacant de sa compétence », prévoit l'article 44.

## Écoles de journalisme
La Convention collective nationale de travail des journalistes a institué la Commission paritaire nationale de l'emploi des journalistes, composée d'employeurs et de journalistes professionnels, qui supervisent les écoles de journalisme françaises reconnues par la profession. Elle veilla à ce qu'y soit enseignée la déontologie du journalisme et que soit respectée un équilibre entre formation à l'école et formation via des stages. Cette commission paritaire a aussi pour mission d'encourager l'emploi dans la branche, d'en évaluer l'évolution afin de vérifier que le chômage et la précarité ne se développent pas trop.

## Liberté d'expression
L'article 3a stipule que « les employeurs s’engagent à ne pas prendre en considération le fait pour les journalistes d’appartenir ou non à un syndicat, pour arrêter leurs décisions en ce qui concerne l’engagement, la conduite et la répartition du travail, l’avancement, les mutations, les mesures de discipline ou de licenciement, la rémunération, la formation professionnelle, l’octroi des avantages sociaux. »
L'article 3c prévoit « un droit à l’expression directe et collective sur le contenu et l’organisation » du travail, ainsi que sur « la définition de la mise en œuvre d’actions destinées à améliorer les conditions de travail dans l’entreprise. »

## Commissions et délégations syndicales
L'article 3d indique qu'en vue « de leur participation aux travaux paritaires et syndicaux de la profession à l'échelon national », les journalistes obtiendront de leur entreprise :
- Les autorisations ;
- Le temps nécessaire[2].

Les travaux paritaires de la profession à l'échelon national incluent, entre autres, ceux de la Commission paritaire nationale de l'emploi des journalistes (CPNEJ), de la Commission des droits d'auteur des journalistes (CDAJ), de la Commission paritaire des journalistes rémunérés à la pige (CPJRP) et de la Commission de la carte d'identité des journalistes professionnels (CCIJP). Plus spécifiquement, les élus à la CCIJP, qui se réunit toutes les deux semaines, et les délégués aux conseils d’administration des organismes paritaires et écoles de journalisme reconnues par la convention collective, « bénéficieront du temps nécessaire à l’exercice de leur mandat, dans une limite de quinze heures par mois », précise l'article 3d.
Les travaux syndicaux de la profession à l'échelon national incluent, entre autres, les réunions statutaires des organes de direction des syndicats de journalistes.